# Krajišnici (miasto Loznica)
Krajišnici (cyr. Крајишници) – wieś w Serbii, w okręgu maczwańskim, w mieście Loznica. W 2011 roku liczyła 982 mieszkańców.